# Fortunato Câmara de Oliveira
Fortunato Câmara de Oliveira (Rio de Janeiro, 14 de janeiro de 1916 - Rio de Janeiro, 2 de abril de 2004) foi militar (major-brigadeiro) gravurista e ilustrador brasileiro, o criador do símbolo do 1º Grupo de Aviação de Caça da Força Aérea Brasileira, o Senta a Púa.

## História
Fortunato vem de uma tradicional família militar. Seu pai, sendo Marechal do Exército Edgar de Oliveira e sua mãe, Acyndina Câmara de Oliveira. Casou-se em 18 de junho 1938 com Edna Soter de Oliveira e tiveram 2 filhos. Ivan Soter de Oliveira e Edna Lúcia Cunha Lima.
Ao regressar ao Brasil, foi comandante do 2º Grupo de Bombardeio Leve, (A-20), chefe da seção de operações do 1º COMAR, Divisão de Ensino e outras funções. Foi autor do compêndio "Memento Sobre As Formações Táticas dos Caças Diurnos e Caças - Bombardeiros". Por vários anos as táticas aéreas, apresentadas nesse memento, foram adotados na FAB, só havendo algumas alterações no surgimento dos aviões de propulsão a Jato. Foi reformado no Posto de Major Brigadeiro. Artista plástico de renome, reconhecido com vários prêmios a seus desenhos, charges, ilustrações, xilogravuras e quadros. Publicou vários livros com ilustrações - alguns infantis, outros didáticos - e executou inúmeras capas de livros. Entre suas obras, destacam-se os livros de charges "Santos-Dumont" e a história ilustrada da criação do símbolo "Senta a Pua", intitulada "De como vovô virou avestruz", dedicado aos netos dos veteranos da caça.
Piloto de combate e Comandante da esquadrilha azul, tendo completado 56 missões de guerra. Sua primeira missão foi em 31 de outubro de 1944 e sua última em 9 de março de 1945. Foi afastado do voo por motivos de saúde. Em 24 de março de 1945, regressou ao Brasil. A ele foi creditada a destruição de um avião inimigo JU-88 no aeroporto inimigo de GHEDI, Itália.